# Landtagswahlkreis Merseburg
Der Landtagswahlkreis Merseburg (Wahlkreis 33) ist ein Landtagswahlkreis in Sachsen-Anhalt. Er umfasste zur Landtagswahl in Sachsen-Anhalt 2021 vom Saalekreis die Stadt Braunsbedra, die Stadt Merseburg und von der Stadt Leuna die Ortschaft Leuna.
Der Wahlkreis wird in der achten Legislaturperiode des Landtages von Sachsen-Anhalt von Sven Czekalla vertreten, der das Direktmandat bei der Landtagswahl am 6. Juni 2021 mit 41,2 % der Erststimmen erstmals gewann. Davor wurde der Wahlkreis von 2016 bis 2021 von Willi Mittelstädt vertreten.

## Wahl 2021
Im Vergleich zur Landtagswahl 2016 wurde der Zuschnitt des Wahlkreises nicht verändert. Der Name des Wahlkreises blieb gleich, die Nummer wurde jedoch von 39 auf 33 geändert.
Es traten fünf Direktkandidaten an. Von den Direktkandidaten der vorhergehenden Wahl traten Kerstin Eisenreich und Sebastian Striegel erneut an. Daniel Wald war am 16. April 2018 als Nachrücker über Platz 21 der Landesliste der AfD in den Landtag eingezogen. Er hatte bei der Wahl 2016 nicht für ein Direktmandat kandidiert. Andreas Schmidt kandidierte bei der Wahl 2016 im Landtagswahlkreis Halle IV.
Sven Czekalla gewann mit 41,2 % der Erststimmen erstmals das Direktmandat. Daniel Wald zog über Platz 10 der Landesliste der AfD, Kerstin Eisenreich über Platz 7 der Landesliste der Partei Die Linke, Andreas Schmidt über Platz 4 der Landesliste der SPD und Sebastian Striegel über Platz 2 der Landesliste von Bündnis 90/Die Grünen in den Landtag ein.
|                    |                      | Erst- stimmen | Erst- stimmen | Zweit- stimmen | Zweit- stimmen |
| Bewerber           | Partei               | Anzahl        | %             | Anzahl         | %              |
| ------------------ | -------------------- | ------------- | ------------- | -------------- | -------------- |
| Wahlberechtigte    | Wahlberechtigte      | 40.072        | 100,0         | 40.072         | 100,0          |
| Wähler             | Wähler               | 23.311        | 58,2          | 23.311         | 58,2           |
| Ungültige Stimmen  | Ungültige Stimmen    | 536           | 2,3           | 358            | 1,5            |
| Gültige Stimmen    | Gültige Stimmen      | 22.775        | 97,7          | 22.953         | 98,5           |
| davon              |                      |               |               |                |                |
| Sven Czekalla      | CDU                  | 9.376         | 41,2          | 8.477          | 36,9           |
| Daniel Wald        | AfD                  | 6.576         | 28,9          | 5.625          | 24,5           |
| Kerstin Eisenreich | DIE LINKE            | 3.267         | 14,3          | 2.406          | 10,5           |
| Andreas Schmidt    | SPD                  | 2.470         | 10,8          | 1.826          | 8,0            |
| Sebastian Striegel | GRÜNE                | 1.086         | 4,8           | 952            | 4,1            |
| –                  | FDP                  | –             | –             | 1.497          | 6,5            |
| –                  | FREIE WÄHLER         | –             | –             | 370            | 1,6            |
| –                  | NPD                  | –             | –             | 77             | 0,3            |
| –                  | Tierschutzpartei     | –             | –             | 318            | 1,4            |
| –                  | Tierschutzallianz    | –             | –             | 77             | 0,3            |
| –                  | LKR                  | –             | –             | 7              | 0,0            |
| –                  | Die PARTEI           | –             | –             | 167            | 0,7            |
| –                  | Gartenpartei         | –             | –             | 139            | 0,6            |
| –                  | FBM                  | –             | –             | 28             | 0,1            |
| –                  | TIERSCHUTZ hier!     | –             | –             | 172            | 0,7            |
| –                  | dieBasis             | –             | –             | 509            | 2,2            |
| –                  | Klimaliste ST        | –             | –             | 16             | 0,1            |
| –                  | ÖDP                  | –             | –             | 17             | 0,1            |
| –                  | Die Humanisten       | –             | –             | 36             | 0,2            |
| –                  | Gesundheitsforschung | –             | –             | 105            | 0,5            |
| –                  | PIRATEN              | –             | –             | 104            | 0,5            |
| –                  | WiR2020              | –             | –             | 28             | 0,1            |

## Wahl 2016
Bei der Landtagswahl in Sachsen-Anhalt 2016 waren 42.260 Einwohner wahlberechtigt; die Wahlbeteiligung lag bei 58,2 %. Willi Mittelstädt gewann das Direktmandat für die AfD.
| Bewerber           | Partei   | Erststimmen in % | Zweitstimmen in % |
| ------------------ | -------- | ---------------- | ----------------- |
| Steffen Rosmeisl   | CDU      | 23,9             | 27,1              |
| Kerstin Eisenreich | LINKE    | 16,3             | 15,6              |
| Verena Späthe      | SPD      | 14,4             | 10,3              |
| Torsten Henze      | FDP      | 4,8              | 4,9               |
| Sebastian Striegel | GRÜNE    | 4,4              | 4,4               |
| Willi Mittelstädt  | AfD      | 32,4             | 29,5              |
| Thomas Rahaus      | STATT    | 3,8              | -                 |
| -                  | NPD      | -                | 2,2               |
| –                  | Sonstige | –                | 6,0               |

## Wahl 2011
Bei der Landtagswahl in Sachsen-Anhalt 2011 waren 45.065 Einwohner wahlberechtigt; die Wahlbeteiligung lag bei 46,1 %. Steffen Rosmeisl gewann das Direktmandat für die CDU.
| Bewerber           | Partei           | Erststimmen in % | Zweitstimmen in % |
| ------------------ | ---------------- | ---------------- | ----------------- |
| Steffen Rosmeisl   | CDU              | 31,6             | 31,4              |
| Angelika Hunger    | LINKE            | 26,7             | 25,7              |
| Verena Späthe      | SPD              | 24,9             | 22,7              |
| Torsten Henze      | FDP              | 3,4              | 3,7               |
| Sebastian Striegel | GRÜNE            | 6,0              | 6,1               |
| –                  | Freie Wähler     | –                | 1,2               |
| –                  | KPD              | –                | 0,2               |
| –                  | MLPD             | –                | 0,3               |
| Volkmar Neugebauer | NPD              | 4,7              | 4,7               |
| –                  | ödp              | –                | 0,1               |
| –                  | Tierschutzpartei | –                | 1,4               |
| Christoph Gallas   | Piraten          | 2,9              | 2,0               |
| –                  | SPV              | –                | 0,5               |

## Wahl 2006
Bei der Landtagswahl in Sachsen-Anhalt 2006 traten folgende Kandidaten an:
| Name                              | Partei          | Anteil der Erststimmen |
| --------------------------------- | --------------- | ---------------------- |
| Steffen Rosmeisl                  | CDU             | 32,3 %                 |
| Angelika Hunger                   | Die Linke       | 25,9 %                 |
| Verena Späthe                     | SPD             | 23,8 %                 |
| Andrea Andreß                     | FDP             | 6,7 %                  |
| Sebastian Striegel                | GRÜNE           | 3,8 %                  |
| Ute Beyer                         | MLPD            | 1,1 %                  |
| Karin Rumler                      | Off D-STATT-DSU | 6,4 %                  |
| Wahlberechtigte: 46.331 Einwohner |                 |                        |
| Wahlbeteiligung: 40,8 %           |                 |                        |

## Wahl 2002
Bei der Landtagswahl in Sachsen-Anhalt 2002 trug der Wahlkreis die Nummer 44. Es traten folgende Kandidaten an:
| Name                              | Partei         | Anteil der Erststimmen |
| --------------------------------- | -------------- | ---------------------- |
| Marion Fischer                    | CDU            | 38,4 %                 |
| Angelika Hunger                   | PDS            | 24,4 %                 |
| Ute Fischer                       | SPD            | 23,3 %                 |
| Jochen Hofmann                    | FDP            | 10,1 %                 |
| Andreas Rattunde                  | GRÜNE          | 1,9 %                  |
| Thomas Fahnert                    | Einzelbewerber | 1,0 %                  |
| Andreas Kaluza                    | Einzelbewerber | 0,9 %                  |
| Wahlberechtigte: 47.390 Einwohner |                |                        |
| Wahlbeteiligung: 51,2 %           |                |                        |

## Wahl 1998
Bei der Landtagswahl in Sachsen-Anhalt 1998 trug der Wahlkreis die Nummer 44. Es traten folgende Kandidaten an:
| Name                              | Partei         | Anteil der Erststimmen |
| --------------------------------- | -------------- | ---------------------- |
| Ute Fischer                       | SPD            | 38,7 %                 |
| Günter Trepte                     | PDS            | 23,9 %                 |
| Marion Fischer                    | CDU            | 22,9 %                 |
| Jürgen Elste                      | FDP            | 8,6 %                  |
| Andre Störr                       | GRÜNE          | 2,4 %                  |
| Jürgen Umlauf                     | FORUM          | 1,7 %                  |
| Hans Jürgen Kuscha                | Einzelbewerber | 1,6 %                  |
| Wahlberechtigte: 51.525 Einwohner |                |                        |
| Wahlbeteiligung: 68,8 %           |                |                        |

## Wahl 1994
Bei der Landtagswahl in Sachsen-Anhalt 1994 trug der Wahlkreis die Nummer 44. Es traten folgende Kandidaten an:
| Name                              | Partei         | Anteil der Erststimmen |
| --------------------------------- | -------------- | ---------------------- |
| Gerhard Hecht                     | SPD            | 34,3 %                 |
| Marion Fischer                    | CDU            | 30,2 %                 |
| Bernd Brix                        | PDS            | 20,0 %                 |
| Werner Rackow                     | FDP            | 6,4 %                  |
| Karsten Sommerwerk                | GRÜNE          | 5,8 %                  |
| Klaus Dietzsch                    | Einzelbewerber | 2,5 %                  |
| Horst Krallert                    | DSU            | 0,9 %                  |
| Wahlberechtigte: 52.984 Einwohner |                |                        |
| Wahlbeteiligung: 48,2 %           |                |                        |

## Wahl 1990
Bei der Landtagswahl in Sachsen-Anhalt 1990 hatte der Wahlkreis die Bezeichnung Merseburg I und die Nummer 41. Es traten folgende Kandidaten an:
| Name                              | Partei   | Anteil der Erststimmen |
| --------------------------------- | -------- | ---------------------- |
| Wolfgang Kiele                    | CDU      | 39,1 %                 |
| Steffen Eichner                   | SPD      | 25,7 %                 |
| Horst Schoppe                     | FDP      | 12,8 %                 |
| Rainer Patz                       | PDS      | 12,4 %                 |
| Barbara Siwik                     | GRÜNE-NF | 6,2 %                  |
| Reinhard Huse                     | DSU      | 1,6 %                  |
| Beate Kraft                       | DFD      | 1,6 %                  |
| Matthias Pommer                   | DBU      | 0,7 %                  |
| Wahlberechtigte: 59.169 Einwohner |          |                        |
| Wahlbeteiligung: 64,3 %           |          |                        |